# Funhouse Summer Carnival Tour
Il Funhouse Summer Carnival Tour è il quinto tour della cantante statunitense Pink. È iniziato il 29 maggio 2010 a Colonia, in Germania e si è concluso il 25 luglio 2010 a Kristiansand, in Norvegia.
Toccò soltanto l'Europa, per un totale di 34 spettacoli.

## Storia
Il tour venne annunciato il 14 ottobre 2009, e fu il primo tour di Pink che si tenne negli stadi. A proposito del tour, l'artista disse che ci sarebbero state meno acrobazie rispetto al Funhouse Tour(2009) ed una nuova scaletta.
Particolare era però l'entrata in scena della cantante. Infatti, una gru sollevava in aria una grande scatola con dei palloncini, posizionandola sopra il palco. In seguito, la scatola si apriva e Pink atterrava sulla scena in un mare di coriandoli.
Sempre nel 2009, a dicembre, venne annunciato che il tour avrebbe toccato anche numerosi festival europei.
Nell'aprile del 2010, venne diffuso un video promozionale del tour, dove Pink eseguiva varie canzoni.

## L'incidente di Norimberga
Nello show di Norimberga, il 15 luglio 2010, durante So What, le corde che tenevano Pink a mezz'aria cedettero e la cantante cadde. Fu immediatamente portata a l'ospedale, ma venne accertato che non riportava ferite gravi. Tuttavia, nelle date di Salem e San Pietroburgo, il brano non venne eseguito proprio a causa dell'accaduto.

## Scaletta
Intro: I Love Rock 'n' Roll
1. Get the Party Started
2. Funhouse
3. Ave Mary A
4. Who Knew
5. Bad Influence
6. Just like a Pill
7. Please Don't Leave Me
8. Sober
9. I'm Not Dead
10. Unwind
11. I Don't Believe You*
12. Dear Mr. President*
13. Mean
14. Medley: My Generation/ Basket Case/ Roxanne
15. What's Up? (cover dei 4 Non Blondes)*
16. Whataya Want from Me (cover di Adam Lambert)*
17. Try Too Hard
18. U + Ur Hand
19. Leave Me Alone (I'm Lonely)
20. So What

(*)Canzoni non sempre presenti nella scaletta

## Date
| Data           | Città           | Stato           | Luogo                            | Biglietti venduti / Biglietti disponibili | Incasso |        |
| Europa         | Europa          | Europa          | Europa                           | Europa                                    | Europa  | Europa |
| -------------- | --------------- | --------------- | -------------------------------- | ----------------------------------------- | ------- | ------ |
| 29 maggio 2010 | Colonia         | Germania        | RheinEnergieStadion              | N.D.                                      | N.D.    |        |
| 30 maggio 2010 | Landgraaf       | Paesi Bassi     | Megaland Landgraaf               | N.D.                                      | N.D.    |        |
| 2 giugno 2010  | Heilbronn       | Germania        | Frankenstadion                   | N.D.                                      | N.D.    |        |
| 3 giugno 2010  | Stadtallendorf  | Germania        | Hessentagsarena Open Air Gëlande | N.D.                                      | N.D.    |        |
| 5 giugno 2010  | Innsbruck       | Austria         | Außenanlagen                     | N.D.                                      | N.D.    |        |
| 6 giugno 2010  | Monaco          | Germania        | Olymipia Reitstadion Riem        | N.D.                                      | N.D.    |        |
| 8 giugno 2018  | Berlino         | Germania        | Waldbühne                        | N.D.                                      | N.D.    |        |
| 11 giugno 2010 | Sunderland      | Regno Unito     | Stadium of Light                 | N.D.                                      | N.D.    |        |
| 12 giugno 2010 | Bolton          | Regno Unito     | Reebok Stadium                   | N.D.                                      | N.D.    |        |
| 13 giugno 2010 | Newport         | Regno Unito     | Seaclose Park                    | N.D.                                      | N.D.    |        |
| 16 giugno 2010 | Belfast         | Regno Unito     | King's Hall Complex Stadium      | N.D.                                      | N.D.    |        |
| 19 giugno 2010 | Dublino         | Irlanda         | RDS Arena                        | N.D.                                      | N.D.    |        |
| 20 giugno 2010 | Limerick        | Irlanda         | Thomond Park                     | N.D.                                      | N.D.    |        |
| 23 giugno 2010 | Swansea         | Regno Unito     | Liberty Stadium                  | N.D.                                      | N.D.    |        |
| 24 giugno 2010 | Coventry        | Regno Unito     | Ricoh Arena                      | N.D.                                      | N.D.    |        |
| 26 giugno 2010 | Glasgow         | Regno Unito     | Hampden Park                     | N.D.                                      | N.D.    |        |
| 27 giugno 2010 | Alton           | Regno Unito     | Alton Towers                     | N.D.                                      | N.D.    |        |
| 29 giugno 2010 | Ipswich         | Regno Unito     | Portman Road                     | N.D.                                      | N.D.    |        |
| 2 luglio 2010  | Londra          | Regno Unito     | Hyde Park                        | N.D.                                      | N.D.    |        |
| 3 luglio 2010  | Werchter        | Belgio          | Werchter Festival Grounds        | N.D.                                      | N.D.    |        |
| 4 luglio 2010  | Arras           | Francia         | Citadelle d'Arras                | N.D.                                      | N.D.    |        |
| 6 luglio 2010  | Nîmes           | Francia         | Arena of Nîmes                   | N.D.                                      | N.D.    |        |
| 8 luglio 2010  | Linz            | Austria         | Linzer Stadion                   | N.D.                                      | N.D.    |        |
| 10 luglio 2010 | Berna           | Svizzera        | Stade de Suisse                  | N.D.                                      | N.D.    |        |
| 12 luglio 2010 | Locarno         | Svizzera        | Piazza Grande                    | N.D.                                      | N.D.    |        |
| 13 luglio 2010 | Nizza           | Francia         | Stade Charles-Ehrmann            | N.D.                                      | N.D.    |        |
| 15 luglio 2010 | Norimberga      | Germania        | EasyCredit-Stadion               | N.D.                                      | N.D.    |        |
| 16 luglio 2010 | Salem           | Germania        | Schule Schloss Salem             | N.D.                                      | N.D.    |        |
| 18 luglio 2010 | San Pietroburgo | Russia          | TV Tower                         | N.D.                                      | N.D.    |        |
| 20 luglio 2010 | Praga           | Repubblica Ceca | Synot Tip Arena                  | N.D.                                      | N.D.    |        |
| 21 luglio 2010 | Helsinki        | Finlandia       | Kaisaniemi Park                  | N.D.                                      | N.D.    |        |
| 23 luglio 2010 | Göteborg        | Svezia          | Ullevi Stadium                   | N.D.                                      | N.D.    |        |
| 24 luglio 2010 | Copenaghen      | Danimarca       | Parken Stadium                   | N.D.                                      | N.D.    |        |
| 25 luglio 2010 | Kristiansand    | Norvegia        | Odderøya Amfi                    | N.D.                                      | N.D.    |        |

## Cancellazioni
| 27 maggio 2010 | Hannover | Germania | Expo-Gëlande | problemi logistici |